# (19928) 1981 DB3
A (19928) 1981 DB3 a Naprendszer kisbolygóövében található aszteroida. Schelte J. Bus fedezte fel 1981. február 28-án.